# Pierre Risch
Pour les articles homonymes, voir Pierre Risch (acteur) et Risch (homonymie).
 (mai 2024).
Si vous disposez d'ouvrages ou d'articles de référence ou si vous connaissez des sites web de qualité traitant du thème abordé ici, merci de compléter l'article en donnant les références utiles à sa vérifiabilité et en les liant à la section « Notes et références ».
Pierre Risch, né le 29 août 1943 à Paris, est un peintre, graveur, lithographe et sculpteur français.

## Biographie
De 1959 à 1960, il fait ses études à l’école des Arts décoratifs de Strasbourg.
En 1964 il s'installe à Montmartre où il rencontre un de ses Maîtres Jean-Louis Viard  auprès duquel il suit des cours du soir à la ville de Paris, rue Lepic de 1965 à 1970. Les deux hommes seront liés par l'amitié et le respect jusqu'au décès de Jean-Louis Viard en 2009.
Dès 1966, il rejoint un groupe de peintres à Paris pour apprendre les arts de l'estampe : l'eau forte, l'aquatinte, la pointe sèche, ainsi que de la lithographie et la sérigraphie.
Il participe de 1968 à 1970 au Salon d'automne, au Salon des artistes français et au Salon des indépendants.
Il reçoit le premier prix des Jeunes peintres à Genève en Suisse en 1970.
Pierre Risch est chevalier des Arts et des Lettres.

## Techniques
Dès 1960, Pierre Risch s'investit dans les recherches techniques et l'innovation. Cela constituera un de ses engagements artistiques majeurs, les techniques de l'aquarelle et du pastel l'intéressent particulièrement. Il pratique aussi les arts de la lithographie de la sérigraphie et de la gravure.

### L'aquarelle
Dans les années 1960-70, l'aquarelle reste le plus souvent l'œuvre préparatoire de l'huile finale.
À cette époque, la plupart des peintres, déconsidèrent eux-mêmes cette technique en l’ignorant volontairement ou non. Il n’existe alors, en France, aucun aquarelliste à part entière et les galeries d’art s’en désintéressent.

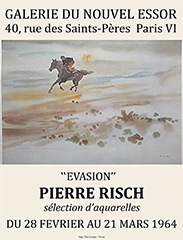
Affiche de la galerie du Nouvel essor pour l'exposition « Evasion », qui présente des aquarelles de Pierre Risch (1964).

Pour ces raisons, Pierre Risch abandonne la peinture à l’huile et décide de relancer et rénover l’aquarelle. Il invente une nouvelle technique rapide en détrempant entièrement le papier à l’éponge, la réalisation se faisant ensuite, au fur et à mesure du temps de séchage, donnant ainsi une aquarelle entièrement nouvelle, spontanée et transparente.
Réalisant de très grands formats pour mieux affirmer et imposer l’aquarelle en tant que peinture se suffisant à elle-même, l’artiste travaille par séries (les jeunes filles, les chaises, les montgolfières, Le Crotoy-Baie de Somme, la Provence ...) Elles sont réalisées entièrement à l’extérieur, au cours de ses voyages, et ne sont jamais retouchées. Suisse, Grèce, Italie, Espagne, USA… 
Le dessin est obtenu par la tache peinte au pinceau et non par de l’encre ou du crayon. (Sinon, cela devient du dessin aquarellé).
Il détourne un produit destiné à la sérigraphie (drawing gum) afin de préserver le blanc du papier pour éviter de gouacher l'aquarelle. Ce procédé a été adopté et est utilisé de nos jours par bon nombre de peintres du monde entier.

« Chez Risch, la séduction tient en premier lieu, dans son art de restituer les transparences, les fluidités, les jeux les plus subtils, les plus raffinés de la lumière, et par là même de créer un intense attrait émotionnel. »

— Emmanuel Roblès , écrivain (1914 - 1995) et membre de l'académie Goncourt, Discours d'inauguration de l'exposition Pierre Risch, « Aquarelles : rétrospective 1977-1987 ».

### Le pastel
Après avoir été pratiqué par les plus grands maîtres aux XVIIIe et XIXe siècles, le pastel est tombé en désuétude. À partir des années 1965-1970, Pierre Risch ouvre la voie d'un renouveau du pastel : il organise des expositions didactiques et des conférences auprès d'un large public. Avec ténacité, au fil des années, Pierre Risch réussit à susciter un intérêt et un engouement pour le pastel auprès d'une nouvelle génération d'artistes contemporains, de professeurs d'écoles d'art qui vont à leur tour passer les frontières pour mettre en place une relance durable et internationale de cette technique. Il prouve ainsi que contrairement aux idées reçues, le pastel ne s'est pas arrêté aux siècles précédents, mais continue à évoluer.
Il collabore avec le fabricant JM.Paillard et Lamberty à la mise au point d'une nouvelle gamme de pastels secs. Dès 1970 il crée les titres Pastel Passion et Passion Pastel qui deviennent au fil des années son empreinte et sa marque professionnelle officielle.
À la même époque, Pierre Risch se trouve dans l'attente d'un sujet complet. Il collabore au renouveau du Carnaval de Venise avec ses amis italiens. Il devient ainsi le premier peintre à retravailler sur le thème du Carnaval vénitien, celui-ci ayant été supprimé par Napoléon Ier. L'humanisme qui s'en dégage alors, devient le thème central de son œuvre.
Les galeries, les collectionneurs et les musées, dont le musée Antoine-Lécuyer de Saint-Quentin, soutiennent ses réalisations, portant principalement sur le thème du carnavalet plus particulièrement ceux de Venise, du jazz et de la danse.

« Pierre Risch s'intéresse presque exclusivement à la création sur papier [...] Aussi est-ce  naturellement qu'il est venu au pastel, devinant les sources de satisfaction que pouvait apporter cette technique, souhaitant par ailleurs, grâce à son talent, lui redonner une forme de noblesse et en tout cas une identité propre et une originalité à part entière. C'est bien là que se situe le premier mérite de cet artiste, celui de contribuer à la réhabilitation d'une technique attachante, trop souvent considérée comme secondaire et encore si méconnue, et de nous convaincre des possibilités d'expression plastique extrêmement diversifiées qu'elle peut offrir aux créateurs de notre temps. [...]

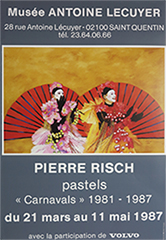
Affiche de l'exposition « Pastels » de Pierre Risch au musée Antoine Lecuyer (1987).

Pierre Risch est devenu le peintre de la fête et de la couleur en même temps que l'ami des personnages du Carnaval de Venise qui habitent  ses peintures [...] il s'attache, avec beaucoup de sensibilité à décrire les jeux les plus subtils du maquillage et des masques, les étoffes chatoyantes et les tourbillons des costumes éclatants [...] Pierre Risch est également le peintre du mouvement, des attitudes prises sur le vif et des sentiments qui s'expriment avec une égale spontanéité et tant de vérité à travers chacun de ses personnages [...] Il devient alors le premier peintre français à travailler sur le thème des carnavals. »

— Christine Debrie, docteur en histoire de l'art et conservateur du musée Antoine-Lécuyer de Saint-Quentin, Extrait du discours d' inauguration de l'exposition rétrospective Pierre Risch - Pastels - Carnavals de 1981 à 1987.

### La gravure
Pierre Risch pratique également la gravure dans l'atelier Lacourière-Frélaut de Montmartre. Il mélange les techniques de l'eau-forte, de l'aquatinte et de la pointe sèche. Sa série triptyque Commedia dell' Arte (1981) est conservée au cabinet des estampes de la Bibliothèque nationale de France.

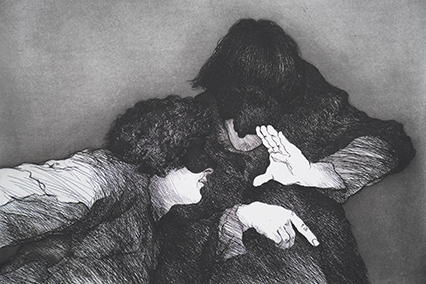
suite de 3 gravures " Commedia dell Arte" réalisées par Pierre Risch en 3 techniques mélangées taille 66cm par 50 cm déposées à la BNF sous le n° FRBNF 40380315 - 1981.
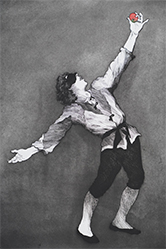
1_gravure_3_techniques_mélangées_rélisées_par_Pierre_Risch.
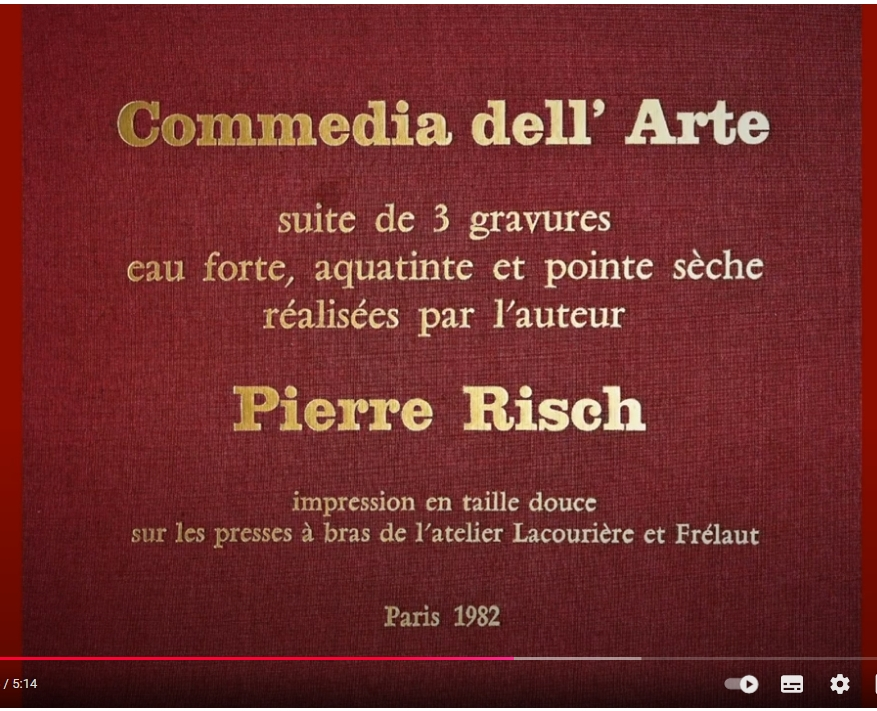
gros plan du portefeuille de la suite des 3 gravures Commedia dell' Arté réalisées par Pierre Risch.
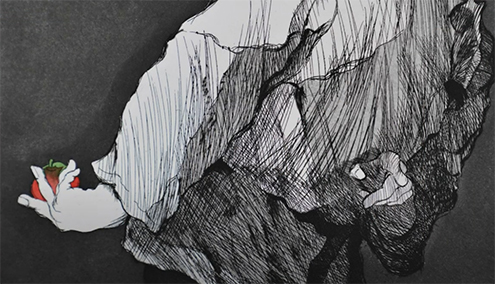
gros plan 1 gravure de la suite de 3 gravures réalisées par Pierre Risch avec 3 techniques mélangées  représentant des personnages de la Commedia dell' Arte déposées à la BNF sous le N° FRBNF40380315 - 1981.
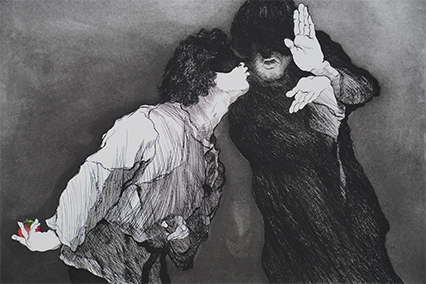
suite de 3 gravures réalisées par Pierre Risch avec 3 techniques mélangées  représentant des personnages de la Commedia dell' Arte déposées à la BNF sous le N° FRBNF40380315 - 1981.

### La lithographie
Les lithographies réalisées par Pierre Risch le sont selon la technique traditionnelle sur pierre en utilisant une presse à bras de 1840.
La presse lithographique de l'artiste appelée « Bête à cornes » figure dans le film La Barricade du point du jour, dans les scènes reconstituant l'atelier d'un imprimeur pendant La Commune de Paris en 1871. La barricade érigée pour le tournage se tient devant le 68 de la rue Saint Nicolas à Gometz-le-Châtel, où Pierre Risch résida de 1976 à 1985.

### La sculpture
Les sculptures créées par l'artiste sont la continuité et le prolongement naturel de son travail sur le jazz, la danse, le mouvement, les mécaniques humaines et sociétales,.

## Expositions solo et didactiques
- 1975 Club du Droit et de l'économie, Paris
- 1977 Fondation Paul Ricard, Paris , Strasbourg, Bendol
- 1979 Orangerie du Luxembourg, Sénat, Paris
- 1984 Musée du Château de Dourdan, France
- 1984 Inauguration du centre culturel Boris-Vian, Les Ulis
- 1987 Rétrospective Pierre Risch Pastel 1981-1987
- Musée Antoine-Lécuyer-Quentin De La Tour à Saint-Quentin
- 1987 Rétrospective Pierre Risch, 1977-1987, Aquarelles - une galerie, un peintre, dix ans d'amitié
- Galerie Candillier, ancienne galerie Léopold Zborowski, 26 rue de Seine Paris VI
- 1988 Centre culturel Abou Dabi, semaine de France, Émirats arabes unis
- 1990 Centre culturel français, Oslo, Norvège
- 1990 Centre culturel français, Stavanger, Norvège
- 1995 Rétrospective Orangerie du Luxembourg, Sénat, Paris
- 1995 Exposition Champagne de Castellane, Epernay
- 1999 Invité au Futuroscope, Poitiers
- 2010 Rétrospective Risch as life, Zoug, Suisse
- 2024 Exposition Swingstreet au Grand Grenier à sel, Honfleur, Normandie

Depuis 1968 de nombreuses expositions personnelles de Pierre Risch ont été réalisées tant en France que de grandes villes étrangères (Bruxelles, Genève, Abou Dabi, New York, Tokyo)…

## Collections publiques
- Musée Antoine-Lécuyer, Saint-Quentin (Aisne)
- Musée du château, Dourdan
- Cabinet des estampes de la bibliothèque nationale de France
- Assemblée nationale française
- Caisse des dépôts et consignations, Paris
- Préfecture d'Évry
- Préfecture de Caen
- Frac Basse-Normandie
- Collège les Amonts, les Ulis
- Maison du District de Janvry (Essonne)
- Mairie des Ulis
- Mairie de Dourdan
- Mairie d'Orsay
- Bibliothèque d'Orsay
- Aéroport de Paris-Orly
- Institut culturel français d'Oslo
- Institut culturel Cheik Zayed d'Abou Dabi
- Maison de la France à New York
- École de musique de la ville de Risch-Rotkreuz, Suisse

## Publications
- Pierre Risch, Pastels : Carnavals 1981-1987, éd. Antoine Lécuyer - Pierre Risch, 1987.
- Pierre Risch, Aquarelles : rétrospective 1977-1987, éd. Pierre Risch, 1987.
- Pierre Risch, Pastel Passion rétrospective 1995, éd. Pierre Risch - Orangerie du Luxembourg, Sénat, Paris.
- Pierre Risch, Pierre Risch - Pastel Passion, volume 1, éd. Pierre Risch - Pastel Passion, 2013,  (ISBN 978-2-9547701-0-9)
- Pierre Risch, Pierre Risch - Swingstreet - sculptures, volume 2, éd. Pierre Risch - Swingstreet, 2015,  (ISBN 978-2-9547701-1-6)
- Pierre Risch, Pierre Risch - Le petit jeu mystérieux de la Sérenissime, volume 3, éd. Pierre Risch - Le petit jeu mystérieux de la Sérenissime, 2019,  (ISBN 978-2-9547701-2-3)
- Pierre Risch, Pierre Risch - Street Art- peintures, volume 4, éd. Pierre Risch - Street Art, 2021,  (ISBN 978-2-9547701-3-0),
- Pierre Risch, Pierre Risch - Paris, La Comédie de la Vie- peintures, volume 5, éd. Pierre Risch - Paris, la Comédie de la Vie, 2022,  (ISBN 978-2-9547701-4-7)
- Pierre Risch, Pierre Risch - Intemporelle Aquarelle, aquarelles originales, volume -6, éd. Pierre Risch - Intemporelle Aquarelle, 2023,  (ISBN 978-2-9547701-5-4)
- Pierre Risch, Pierre Risch - Passeport to the dream, peintures, volume -7, éd. Pierre Risch - Passeport to the dream, 2024,  (ISBN 978-2-9547701-6-1)